# اچ‌ام‌سی‌اس راکون
اچ‌ام‌سی‌اس راکون (به انگلیسی: HMCS Raccoon) یک کشتی بود. این کشتی در سال ۱۹۳۱ ساخته شد.